# Episodi di Don Matteo (seconda stagione)

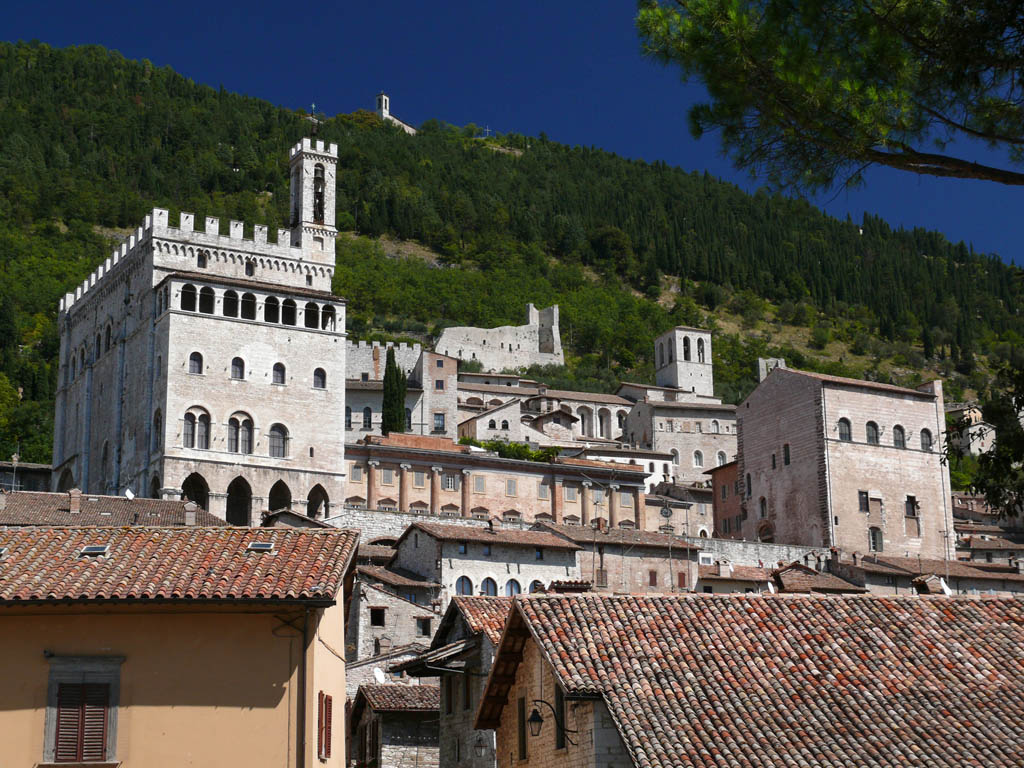
Una veduta di Gubbio dove sono state effettuate le riprese principali della serie dalla prima all'ottava stagione.

La seconda stagione della serie televisiva italiana Don Matteo, dal titolo Don Matteo 2, è andata in onda in prima visione TV in prima serata su Rai 1, a partire dal 21 ottobre 2001 fino al 9 dicembre 2001.
Il cast non presenta alcuno stravolgimento rispetto a quello della prima stagione: le uniche novità sono l’uscita di scena di Antonio Lauro (Valerio Santoro), e del vicario Giovanni Della Valle (Mauro Pirovano). Ghisoni (Pietro Pulcini) viene promosso da appuntato a brigadiere e inserito nella sigla di apertura (prima era messo tra gli attori partecipanti all’episodio). Per quanto riguarda gli ingressi viene introdotto in questa stagione il nucleo familiare del Maresciallo Cecchini, pur ricoprendo un ruolo (per il momento) marginale, costituito da: sua moglie Caterina (Caterina Sylos Labini), e le sue due figlie: Patrizia (Pamela Saino) ed Assuntina (Giada Arena).
| nº | Titolo                       | Prima TV Italia  |
| -- | ---------------------------- | ---------------- |
| 1  | La mela avvelenata           | 21 ottobre 2001  |
| 2  | Il marchio sulla pelle       | 21 ottobre 2001  |
| 3  | Cuore di ghiaccio            | 28 ottobre 2001  |
| 4  | Il mago                      | 28 ottobre 2001  |
| 5  | Cinque astici                | 4 novembre 2001  |
| 6  | Un uomo onesto               | 4 novembre 2001  |
| 7  | Il torpedone                 | 11 novembre 2001 |
| 8  | Peso massimo                 | 11 novembre 2001 |
| 9  | Mossa d'azzardo              | 18 novembre 2001 |
| 10 | Moglie e buoi dei paesi tuoi | 18 novembre 2001 |
| 11 | La banda                     | 25 novembre 2001 |
| 12 | Il morso del serpente        | 25 novembre 2001 |
| 13 | Questione di fegato          | 2 dicembre 2001  |
| 14 | Scherzare col fuoco          | 2 dicembre 2001  |
| 15 | Fuori gioco                  | 9 dicembre 2001  |
| 16 | La confessione               | 9 dicembre 2001  |

## La mela avvelenata
- Diretto da: Leone Pompucci
- Scritto da: Francesca Melandri

### Trama
Nerino mangia di nascosto una fetta della torta di mele che Natalina ha preparato per il compleanno di don Matteo. Poco dopo, il ragazzino si sente male e viene portato subito all'ospedale, dove arrivano altri eugubini che, come Nerino, hanno avuto un'intossicazione alimentare. Il capitano Anceschi e il maresciallo Cecchini scoprono che tutti i casi di intossicazione sono stati causati dalle mele avvelenate dei Di Giacomo, due coniugi che vendono al mercato i loro prodotti di agricoltura biologica. Entrambi si dichiarano innocenti e affermano di non sapere chi può essere stato a irrorare una quantità di antiparassitario di gran lunga superiore a quella consentita dalla legge. La figlioletta dei due va a stare da don Matteo in attesa che i Carabinieri risolvano il caso. 
Natalina si ricorda che pochi giorni prima un uomo con l'accento straniero aveva litigato furiosamente con i Di Giacomo, chiedendo dei soldi.
- Altri interpreti: Barbara Enrichi (Luisa Di Giacomo), Rolando Ravello (Stefano Di Giacomo), Nicole Murgia (Lalla), Sergio Tardioli (Alfonsino Pardi), Uberto Kovacevich (Dusan Palic)

## Il marchio sulla pelle
- Diretto da: Leone Pompucci
- Scritto da: Francesca Melandri

### Trama
Marisa è la proprietaria di un negozio di tatuaggi che si trova nel centro storico di Gubbio, vicino a un bar e a un negozio di ceramiche. Una mattina un ex-detenuto va a trovare Marisa: i due sono stati fidanzati e hanno avuto problemi di droga. La giovane non crede che lui si sia del tutto disintossicato e lo manda via. Il ceramista che si trova lì vicino osserva la scena. 
Quella sera, don Matteo assiste alla partita di calcio di una squadra dilettantistica eugubina, e aiuta un calciatore a fare bella figura. Dopo la partita, il calciatore se ne va insieme ad alcuni suoi compagni, e con loro fa uso di eroina; nella notte, lui e altri giovani drogati della zona muoiono perché l'eroina è tagliata male. I Carabinieri devono scoprire al più presto chi ha spacciato quella droga. Marisa viveva a Roma quando era tossicodipendente, e con il negozio di tatuaggi ha ricominciato una nuova vita. In caserma arriva una telefonata anonima in cui si dice che Marisa è una spacciatrice. I Carabinieri perquisiscono il negozio e trovano una grossa quantità di eroina. La ragazza viene arrestata, ma don Matteo crede nella sua innocenza e indaga.
- Altri interpreti: Bruno Maccallini (Bruno), Francesca Schiavo (Marisa Belli), Edoardo Sylos Labini (Emilio), Massimiliano Benvenuto (Michele Di Fusco)

## Cuore di ghiaccio
- Diretto da: Leone Pompucci
- Scritto da: Carlo Mazzotta

### Trama
Il signor Nico Caronna viene trovato in un giardino di una villa a fianco di un cadavere e la vittima è il marito della proprietaria della casa. Delle indagini si occupa soltanto il Maresciallo Cecchini, in quanto il Capitano Anceschi conosce Giulia e sarebbe, dunque, troppo coinvolto. Però Anceschi risulterà essere implicato nell'omicidio, quindi don Matteo aiuterà Cecchini a smascherare il vero colpevole.
- Altri interpreti: Bettina Giovannini (Giulia Chimenti), Mimmo Mancini (Nico Caronna), Bruno Armando (Giancarlo Antonioli), Nadia Carlomagno (Romina Caronna), Emanuele Vezzoli (Luigi Chimenti), Riccardo Rossi (Enzo Parmendola).

## Il mago
- Diretto da: Andrea Barzini
- Scritto da: Anna Samueli

### Trama
A Gubbio arriva il mago Kaspar, un ciarlatano che è stato denunciato più volte per truffa, ma mai condannato. Una donna di mezza età si suicida nel suo appartamento lasciando aperto il gas, e due fratelli litigano perché uno di loro ha investito tutti i risparmi della famiglia per seguire le costose indicazioni di Kaspar, e l'altro lo ha picchiato perché l'investimento si è rivelato fallimentare. Il capitano Anceschi vorrebbe arrestare Kaspar, ma non ha alcuna prova. Monica, una giovane parrocchiana di don Matteo, va a fare un controllo medico e scopre di essere malata di leucemia; la ragazza si isola da tutto e rifiuta il sostegno degli amici e di suo marito. Monica si reca dal mago Kaspar, il quale le dona uno dei suoi amuleti, impone le mani su di lei e recita delle frasi sconnesse. La donna va di nuovo a fare gli esami clinici, e la leucemia è completamente sparita. In città allora molti iniziano a credere che il mago Kaspar abbia davvero dei poteri magici; Monica inizia a trascorrere molto tempo con Kaspar e gli regala dei soldi. Tra i clienti del mago c'è anche Natalina, desiderosa di trovare un fidanzato. I Carabinieri sequestrano gli amuleti di Kaspar; don Matteo ricorda di averne visto uno nella casa della donna che si è suicidata.
- Altri interpreti: Antonello Fassari (Lorenzo Manella, alias Mago Kaspar), Leonardo Petrillo (dottor Agostini), Manuela Ungaro (Monica Tini), Fabio Ferrari (assistente del vescovo)

## Cinque astici
- Diretto da: Andrea Barzini
- Scritto da: Duccio Camerini

### Trama
Astice blu è la rivista gastronomica più famosa e importante d'Italia, che assegna ai migliori chef i "cinque astici", vale a dire il punteggio massimo. A Gubbio viene organizzato un pranzo di beneficenza cucinato dai cuochi contrassegnati con cinque astici. I fratelli Bagnetti hanno un ristorante in un edificio di proprietà del fondatore ed editore di Astice blu. L'uomo non vuole rinnovare il contratto di affitto e comunica ai due che dovranno lasciare libero il locale. I Bagnetti urlano la loro rabbia al proprietario, mentre lui è al telefono con il suo avvocato. Poco dopo, qualcuno lo uccide. Don Matteo e Natalina vedono che i fratelli Bagnetti stanno picchiando selvaggiamente Gerolamo, un barbone simpatico e un po' svampito. Il prete e la perpetua riescono a fermare l'aggressione e portano il senzatetto all'ospedale. I fratelli Bagnetti vengono accusati dell'omicidio, ma Gerolamo dice di aver visto una donna commettere il delitto. Interrogato dai Carabinieri, il senzatetto afferma che la colpevole è Mordelli, una chef che ha cinque astici.
- Altri interpreti: Roberto Attias (Ugo), Paolo Giovannucci (Antonio Bagnetti), Andrea Lolli (Bernardo), Cinzia Mascoli (Tiziana Mordelli), Salvatore Mortelliti (Gerolamo), Francesco Siciliano (Francesco Bagnetti), Augusto Zucchi (Renato Rebecchini),Giorgio Crisafi (Pietro Mainetti)

## Un uomo onesto
- Diretto da: Leone Pompucci
- Scritto da: Duccio Camerini

### Trama
Il maresciallo Cecchini ha appena compiuto quarantasei anni ed è un po' dispiaciuto perché la promozione non è ancora arrivata; a casa sua, intanto, c'è una squadra di operai che sta ristrutturando una parte dell'appartamento. Uno degli operai fa di cognome Facciolla, è di origini pugliesi e sta organizzando un piano per incastrare Cecchini: potendo entrare in casa sua come operaio senza insospettire nessuno, nasconde una busta piena di soldi e fa alcune telefonate con il suo cellulare. 
Il capitano Anceschi ha saputo che tra poco arriverà un colonnello in visita ufficiale in caserma, e dopodiché sarà la volta di un generale; Anceschi raccomanda ai suoi di non fare brutte figure. Cecchini ha ricominciato a fumare, ma, siccome non vuole dirlo alla moglie Caterina, la sera esce di nascosto per comprare le sigarette. Proprio all'uscita della tabaccheria il maresciallo cade nella trappola ordita da Facciolla: una ragazza macedone urla dentro la sua auto, Cecchini entra in quella macchina pur non sapendo chi sia la proprietaria. Quest'ultima dice di essere una prostituta e di essere disperata a causa dei soprusi subiti dai protettori; dice anche di volersi suicidare. Mentre Nino cerca di convincerla ad andare in caserma per sporgere denuncia, Facciolla fa una telefonata anonima al 112 e detta la targa di un'automobile che contiene della droga. L'automobile è la stessa in cui si trovano Nino e la macedone: i Carabinieri li fermano entrambi e li conducono in caserma.
Cecchini racconta la verità, mentre la ragazza afferma che Cecchini controlla un traffico di droga e un giro di prostituzione minorile. Ovviamente don Matteo e il capitano Anceschi non dubitano dell'onestà di Nino, ma le prove fabbricate da Facciolla sembrano dimostrare che ciò che dice la ragazza è vero.
- Altri interpreti: Antonia Liskova (Marila Parasianti), Thomas Trabacchi (Moreno Facciolla), Leone Pompucci (Colonnello Tarquilio)

## Il torpedone
- Diretto da: Leone Pompucci
- Scritto da: Massimo Torre

### Trama
Durante una gita gratuita a Gubbio organizzata da Costantino Pallotta, sua zia, Annarita Cepponi viene drammaticamente uccisa gettata in un burrone. Gli inquirenti pensano che ad ucciderla sia stato il nipote, essendo stato visto poco prima litigare con quest'ultima. Cecchini infatti lo aveva anche visto mentre, dopo la morte della zia, tornava sul pullman e ritirava tre assegni da 20 milioni di lire dalla borsa della signora Cepponi. Le indagini più tardi subiscono delle svolte. Il capitano Anceschi e il maresciallo Cecchini sono fermamente convinti che un ipotetico colpevole potrebbe essere anche Bartolo Ferri, che frequentava da anni la donna ma lei non aveva mai ricambiato i suoi sentimenti, perché voleva essere una donna libera senza impegni coniugali. Don Matteo diventa amico di uno dei pensionati della gita: Giovanni Trinchero, un uomo che a prima vista sembra scontento di vivere, ma che sembra nascondere anche un gran segreto. Don Matteo l'aveva aiutato a prendere la sua medicina dopo un attacco di asma. Trinchero sembra contento di fare amicizia con Don Matteo; scoprono anche di avere stessi gusti letterari. Amano Leopardi. Nerino, giocando coi suoi amici, trova un anello in cui è scritto "Annarita, solo di te m'appago". Don Matteo ricorda che quella citazione è presa dal Canto X di Giacomo Leopardi (vv. 101-103):
"Spira nel pensier mio la bella imago,
Da cui, se non celeste, altro diletto
Giammai non ebbi, e sol di lei m'appago."
Troveranno infatti Trinchero che stava per buttarsi nello stesso burrone in cui egli aveva spinto la sua amata Annarita. E questo spiegherà che da tanti mesi lui la corteggiava senza essere ricambiato. Cecchini dà a Nerino come "ricompensa" un anello da regalare alla sua Lalla, che però non ha lo stesso valore di quello che aveva trovato. Nerino risponderà che lui non ha una fidanzata e sarà Natalina a prenderlo.
- Altri interpreti: Felice Andreasi (Giovanni Trinchero), Roberto Stocchi (Costantino Pallotta), Anna Maria Torniai (ospite dell'allenatore), Giovanni Febraro (ospite dell'allenatore), Luciana Palombi (Annarita Cepponi), Pia Velsi (ospite dell'allenatore), Carlo Croccolo (Bartolo Ferri)

## Peso massimo
- Diretto da: Leone Pompucci
- Scritto da: Mauro Marsili, Isabella Franconetti

### Trama
Durante un allenamento di boxe, Luca, un giovane promettente, cade a terra e muore, apparentemente a causa di un colpo infertogli dal suo allenatore, Luciano Vitri.
- Altri interpreti: Francesco Salvi (Luciano Vitri), Carmine Recano (Marco Baldini), Vittorio Franceschi (signor La Rosa)

## Mossa d'azzardo
- Diretto da: Andrea Barzini
- Scritto da: Carlo Mazzotta

### Trama
Natalina vuole fare qualcosa di diverso e si iscrive a un seminario di vendita di prodotti per la pulizia presso l'azienda di Antonio Maffei. Ma il suo primo giorno si conclude con un vero spavento, quando assiste al rapimento del capo dell'azienda da parte di due malviventi mascherati. Naturalmente, chiama immediatamente i carabinieri, che iniziano subito una caccia all'uomo. Don Matteo, Cecchini ed Anceschi concordano sulla presenza di un informatore in azienda, altrimenti il momento del raid non sarebbe stato possibile. Dopo che Natalina testimonia che la responsabile del seminario, Roberta Flamini, ha fatto una telefonata subito dopo il crimine e si scopre che ha avuto problemi con la legge in passato, viene arrestata. Roberta non riesce a sopportare questa umiliazione e tenta il suicidio in carcere. Fortunatamente, il tentativo fallisce e, dopo una conversazione con Don Matteo, questi si convince dell'innocenza di Roberta. Nel frattempo, i rapitori hanno contattato il capo e hanno chiesto un riscatto. Anche quest'ultimo è disposto a pagare, e Don Matteo parte per effettuare la consegna. Sebbene i Carabinieri inseguono il malfattore dopo la consegna, questi riesce a disperderli e a fuggire con il denaro. Tuttavia, durante la fuga, perde la chiave di una cassetta di sicurezza. Poco dopo la sua fuga, Maffei viene finalmente liberato. Nonostante queste circostanze fortunate, Don Matteo crede che ci sia qualcosa che non va nell'intero caso. Con l'aiuto del sistema automatico di alimentazione dei pesci nell'ufficio dei Maffei, scopre finalmente che dietro al rapimento ci devono essere lo stesso Antonio o Claudio, il figlio. Usando la chiave trovata, i Carabinieri riescono a determinare a quale cassetta di sicurezza appartiene la chiave e infine arresta i due gangster quando forzano la cassaforte.
- Altri interpreti: Luciano Virgilio (Antonio Maffei), Pietro Ragusa (Claudio Maffei), Roberto D'Alessandro (Giulio), Milutin Dapcevic (Stefan), Lucia Sardo (Roberta Flamini)

## Moglie e buoi dei paesi tuoi
- Diretto da: Andrea Barzini

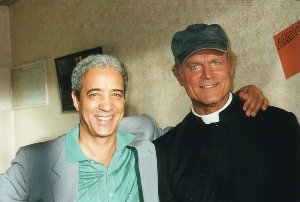
Kadour Naimi in posa con Terence Hill

- Scritto da: Mauro Marsili, Isabella Franconetti

### Trama
Il giovane marocchino Abdullah viene brutalmente picchiato. È abbastanza chiaro che dietro il crimine si nascondano motivazioni razziste, ma poiché Abdullah non ha visto i colpevoli. Persino Don Matteo, che nei suoi sermoni promuove subito la comprensione internazionale, non può fare nulla. Poco dopo, il negozio della famiglia Achir viene scassinato e vengono rubati 5 milioni di lire. L'irruzione sembra però una messa in scena, dato che i vetri rotti erano sparsi fuori dalla finestra. Quando i Carabinieri vogliono arrestare il padre di famiglia, Tarek, il figlio maggiore, Mohammed, ammette il crimine. Nel frattempo, Abdullah apprende dal padre che sposerà la figlia di un amico di famiglia, Aziz. Abdullah è devastato perché non conosce nemmeno Amina, figuriamoci amarla. Quando compaiono graffiti anti-marocchini, la situazione precipita. Tuttavia, Anceschi e Cecchini riescono a rintracciare i brutali malviventi con l'aiuto di una telecamera di sorveglianza. Nel frattempo, Don Matteo scopre che Mohammed non può aver commesso personalmente l'irruzione, poiché si trovava altrove in quel momento. Scopre anche per caso che il graffito razzista è stato scritto da Abdullah in persona. Lo affronta e scopre che Abdullah voleva impedire il suo matrimonio con Amina. Don Matteo lo incoraggia, così che Abdullah rivela finalmente i suoi sentimenti al padre. Suo fratello Mohammed lo sostiene, e finalmente il padre capisce che non dovrebbe dettare legge ai figli in questioni d'amore se non vuole perderli. Nel frattempo, i Carabinieri scoprono che anche il delinquente Carlotti è responsabile dell'irruzione, e quindi è giunto il momento per Don Matteo di chiudere il caso con una grande celebrazione della comprensione internazionale.
- Altri interpreti: Kadour Naimi (Tarek Achir), Mehmet Günsür (Mohammed Achir), Manuel Oliverio (Abdullah Achir), Walter Corelli (Giovanni Carlotti), Nathalie Thiede (Laura), Boris Jacobe (Aziz), Lisa Muller (Amina)

## La banda
- Diretto da: Andrea Barzini
- Scritto da: Francesca Melandri

### Trama
Un terribile incidente sconvolge Gubbio. Mentre Sergio, giovane ragazzo, cerca di recuperare una moto dalla strada dopo l'incidente della sua ragazza, viene investito da un'auto rossa e muore nell'incidente. Il conducente dell'auto, tuttavia, fugge. Angela, la ragazza di Sergio, si sente profondamente in colpa e riesce a superare la perdita solo con l'aiuto di Don Matteo. Solo dopo diverse settimane torna alle prove dell'orchestra della chiesa, che Don Matteo accoglie con grande gioia. Tuttavia, il ritorno di Angela alla sua vita normale non le rende le cose più facili. Qualcuno la molesta con telefonate minacciose, vandalizza il suo appartamento, distrugge la sua auto e le lascia continuamente messaggi che le intimano di andarsene immediatamente. Don Matteo e i Carabinieri non riescono a spiegare questo terrore, ma Don Matteo alla fine scopre per caso quale auto potrebbe aver causato l'incidente quando apprende che Giulio, un commesso in un'officina, aveva da poco rubato un'auto rossa. Durante una conversazione con Giulio, questi ammette che l'auto non è stata rubata, ma che l'ha affondata in un lago dopo un incidente durante un giro in macchina. Il Capitano Anceschi accusa Giulio di aver terrorizzato Angela, ma lui nega con veemenza. Mentre il Maresciallo Cecchini deve ancora risolvere diversi problemi con la figlia Patrizia, Don Matteo scopre finalmente, poco prima dell'arrivo del Maresciallo, che la responsabile dell'attacco terroristico è Tilde, amica di Angela, che era innamorata di Sergio e incolpa Angela della sua morte. Quando Cecchini sta per affrontare la questione, tuttavia, tutti i coinvolti si sono già riconciliati e il grande concerto della Banda può iniziare.
- Altri interpreti: Eleonora D'Urso (Angela Sabini), Paolo De Vita (maestro Persici), Emiliano Coltorti (Giulio Buonconte), Sebastiano Bianchi (Claudio), Sandra Kunze (Tilde Mazzotta),Stefania Wermeling (Anna Buonconte),

## Il morso del serpente
- Diretto da: Leone Pompucci
- Scritto da: Massimo Torre

### Trama
Durante la processione in onore di San Giovanni, si verifica un brutto incidente. Un malvivente non identificato fa sì che Bruno Lippi, uno dei portanti della vara, venga morso da un serpente esotico. Lippi cade quindi in coma e può essere salvato solo se si trova al più presto un antidoto. Tuttavia, il serpente è necessario per questo, e sfortunatamente, fugge nella confusione. Mentre i Carabinieri cercano invano il serpente, Nerino lo trova per caso mentre pulisce la chiesa. Don Matteo riesce a catturare il serpente, ma viene colpito alla nuca mentre esce dalla chiesa, e il serpente gli viene portato via. Almeno Don Matteo è riuscito a stabilire che il serpente proveniva dalle Filippine. Il Capitano Anceschi arresta quindi Charlie, giovane padre di famiglia di origine filippina, perché aveva recentemente avuto una lite con Lippi, che ha poi portato al suo licenziamento. Charlie e sua moglie Emi protestano la loro innocenza, e Don Matteo crede a entrambi. Durante le sue indagini, Don Matteo incontra Francis, che vive con i De la Rosa. Quando Emi finalmente partorisce, Don Matteo coglie l'occasione per parlare con Francis. Don Matteo gli fa capire chiaramente che Lippi morirà se il serpente non riappare, e che non è troppo tardi. Francis, tuttavia, nega il crimine e scompare. Più tardi, quando Don Matteo, il Maresciallo Cecchini e il Capitano Anceschi sono al capezzale di Lippi morente, Francis porta il serpente in ospedale e si consegna immediatamente. Francis è fortunato, perché i medici riescono a salvare la vita di Lippi, e così Francis può anche fare da padrino alla figlia della piccola Rosy De la Rosa.
- Altri interpreti: Paolo Lombardi (Bruno Lippi), Rosa Pianeta (Angela Lippi), Haruhiko Yamanouchi (Guillermo Rivarola), Henrich Bennke (Charlie De la Rosa), Lisa Miuller (Emi De La Rosa), Noli Isabel (Francis).

## Questione di fegato
- Diretto da: Andrea Barzini
- Scritto da: Anna Samueli

### Trama
Mentre passeggia con Don Matteo nella foresta, Nerino scopre una grotta nascosta piena di preziosi reperti etruschi. La polizia isola il sito, ma la grotta viene comunque saccheggiata la notte successiva. Il sospetto iniziale ricade su Eugenio Lanza, nella cui casa viene trovata una mappa con la grotta segnata. Don Matteo, tuttavia, dubita della colpevolezza di Eugenio e cerca di trovare il vero colpevole.
- Altri interpreti: Marco Messeri (Eugenio Lanza), Eleonora Danco (dottoressa Luppichini), Mario Erpichini (Todini), Pino Ammendola (Mario Canzana)

## Scherzare col fuoco
- Diretto da: Leone Pompucci
- Scritto da: Anna Samueli

### Trama
Il giovane Fabio Savini viene visto da un testimone vicino al focolaio di un incendio boschivo. Durante il primo interrogatorio dei Carabinieri, Fabio confessa l'incendio doloso. Tuttavia, Don Matteo nutre dubbi sulla colpevolezza del ragazzo e si mette in viaggio per scoprire il vero movente dell'incendio. Presto scopre loschi affari immobiliari. Quando scoppia un altro incendio e Fabio scompare, è necessario un intervento improvviso.
- Altri interpreti: Primo Reggiani (Fabio Savini), Giancarlo Zanetti (signor Savini), Silvia Luzzi (avvocato di Fabio Savini), Davide Perino (amico di Fabio Savini), Sydne Rome (Marisa Morante)

## Fuori gioco
- Diretto da: Andrea Barzini
- Scritto da: Carlo Mazzotta

### Trama
La squadra di pallavolo di Gubbio vince il campionato. Tuttavia, l'euforia viene improvvisamente smorzata quando Luigi Varoli viene trovato assassinato il giorno dopo. L'ex giocatrice Viviana Cosmi, costretta sulla sedia a rotelle a seguito di un incidente causato da Varoli e vista sulla scena da un testimone, diventa immediatamente un'indagata. Sebbene venga arrestata immediatamente, Don Matteo non crede alla sua colpevolezza, e ciò è confermato dalla presenza di una sigaretta spenta trovata sulla scena del crimine. . Il prossimo sospettato è Pietro, il fratello di Varoli, che vuole chiudere il calzaturificio Varoli a Gubbio e aprirne uno nuovo in Romania. Sebbene ciò susciti un certo risentimento a Gubbio, Don Matteo non crede che si tratti di un fratricidio. Grazie a un indizio fortuito durante una conversazione con Nerino e una successiva visita al calzaturificio, Don Matteo rintraccia finalmente il medico sportivo Marcucci. È anche il padre di Elena, la stella della squadra di pallavolo. Don Matteo ha saputo che Elena ha ricevuto un'offerta fantastica dalla lega professionistica, che Luigi Varoli ha rifiutato. Quando Don Matteo affronta Marcucci, ammette finalmente di aver ucciso Luigi in un impeto di rabbia perché ostacolava la carriera di sua figlia.
- Altri interpreti: Micaela Ramazzotti (Viviana Cosmi), Franco Trevisi (Pietro Varoli), Antonio Petrocelli (Antonio Marcucci), Georgia Luzi (Elena Marcucci), Nino Fuscagni (Luigi Varoli)

## La confessione
- Diretto da: Andrea Barzini
- Scritto da: Massimo Torre

### Trama
Paola Raggi è stata assassinata. Natalina, che trova il corpo, riesce a fornire ai Carabinieri la descrizione di un sospettato che l'ha incontrata poco prima del ritrovamento e poi è fuggito. Alla fine identifica l'uomo e lo arresta. Ma Giovanni Antonelli nega il crimine. Ammette solo di aver avuto una relazione con la vittima. Don Matteo cerca ancora una volta di scoprire la verità a modo suo.
- Altri interpreti: Cosimo Fusco (Giovanni Antonelli), Maria Cristina Blu (Daniela Danzi), Elisabetta Piccolomini (Pia Leoni), Blas Roca-Rey (Alessio Leoni), Cristina Giani (Paola Raggi)